# Ferme Fortemps
La ferme Fortemps, également appelée la Cense, est une ancienne ferme située à Mélin, section de la ville belge de Jodoigne en province du Brabant wallon.
Elle fait l'objet d'une « inscription » comme monument à l'Inventaire du patrimoine immobilier culturel de la Wallonie.

## Localisation
La ferme se situe au no 6 de la place de Mélin,,, à quelques dizaines au nord-est de l'église Notre-Dame-de-la-Visitation de Mélin qui se dresse au milieu de son cimetière, le long de la rue des Beaux Prés, sur une éminence qui domine le village de Mélin qui figure au nombre des « Plus beaux villages de Wallonie »,,,.

## Historique
Le pignon à gradins qui constitue l'aile droite de la ferme Fortemps date en partie du XVIIe siècle, voire du début du XVIIe siècle,,,,,.
Le pavillon d'entrée, percé d'un grand portail en plein cintre ou en anse de panier, selon les sources, date de la deuxième moitié du XVIIIe siècle,,,.
Quant à la façade du corps de logis à un seul niveau situé entre ces deux volumes, elle date du XVIIIe siècle et a été remaniée au XIXe siècle,,,.

## Statut patrimonial
Non classée, la ferme Fortemps fait cependant l'objet d'une « inscription » comme monument et figure à l'Inventaire du patrimoine immobilier culturel de la Wallonie sous la référence 25048-INV-0259-02.

## Architecture
La ferme Fortemps groupe autour d'une cour carrée plusieurs bâtiment en brique et en pierre de Gobertange sous bâtières de tuiles.
Face à elle se dresse le monument aux morts de Mélin.

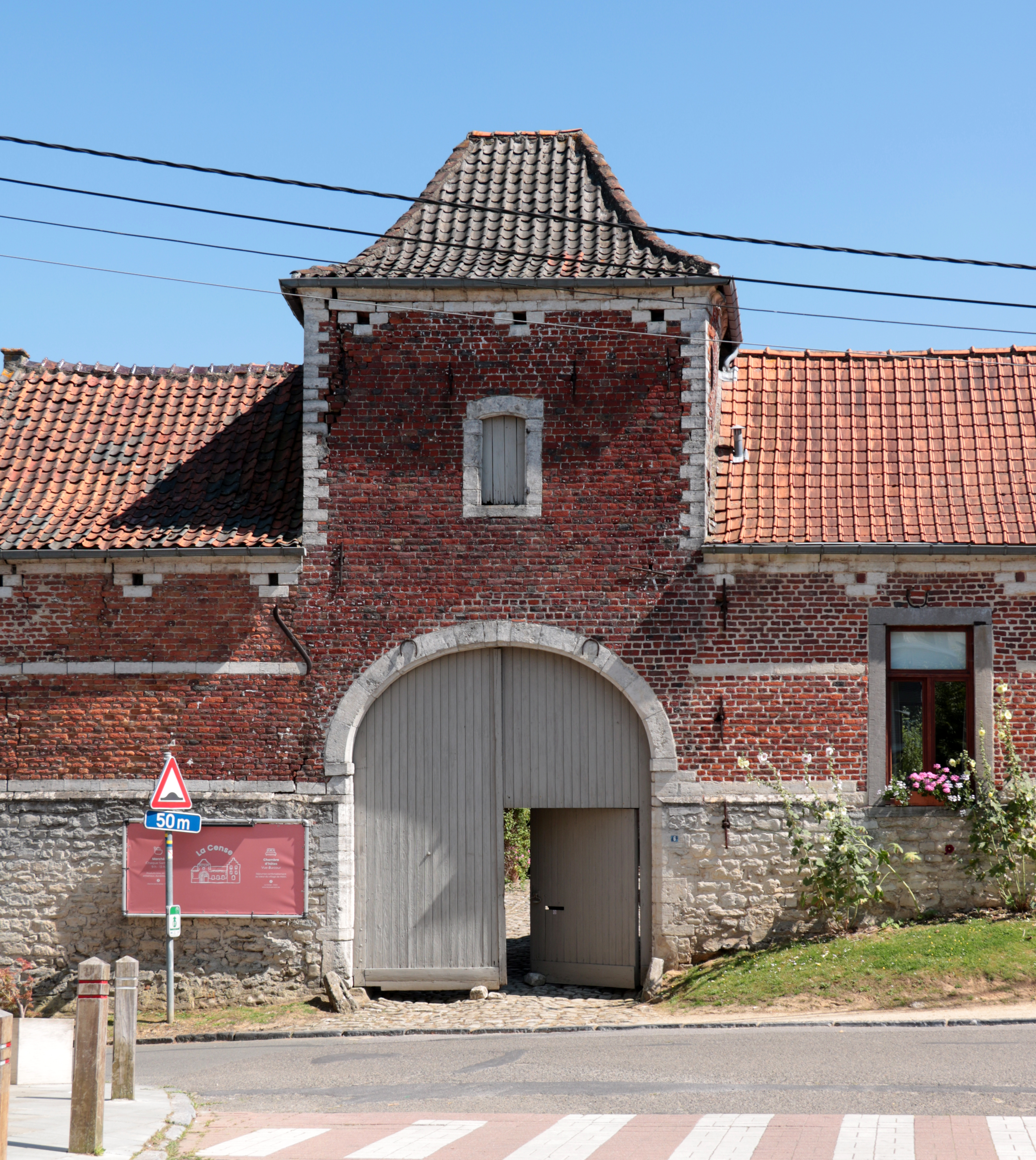
Le pavillon d'entrée.
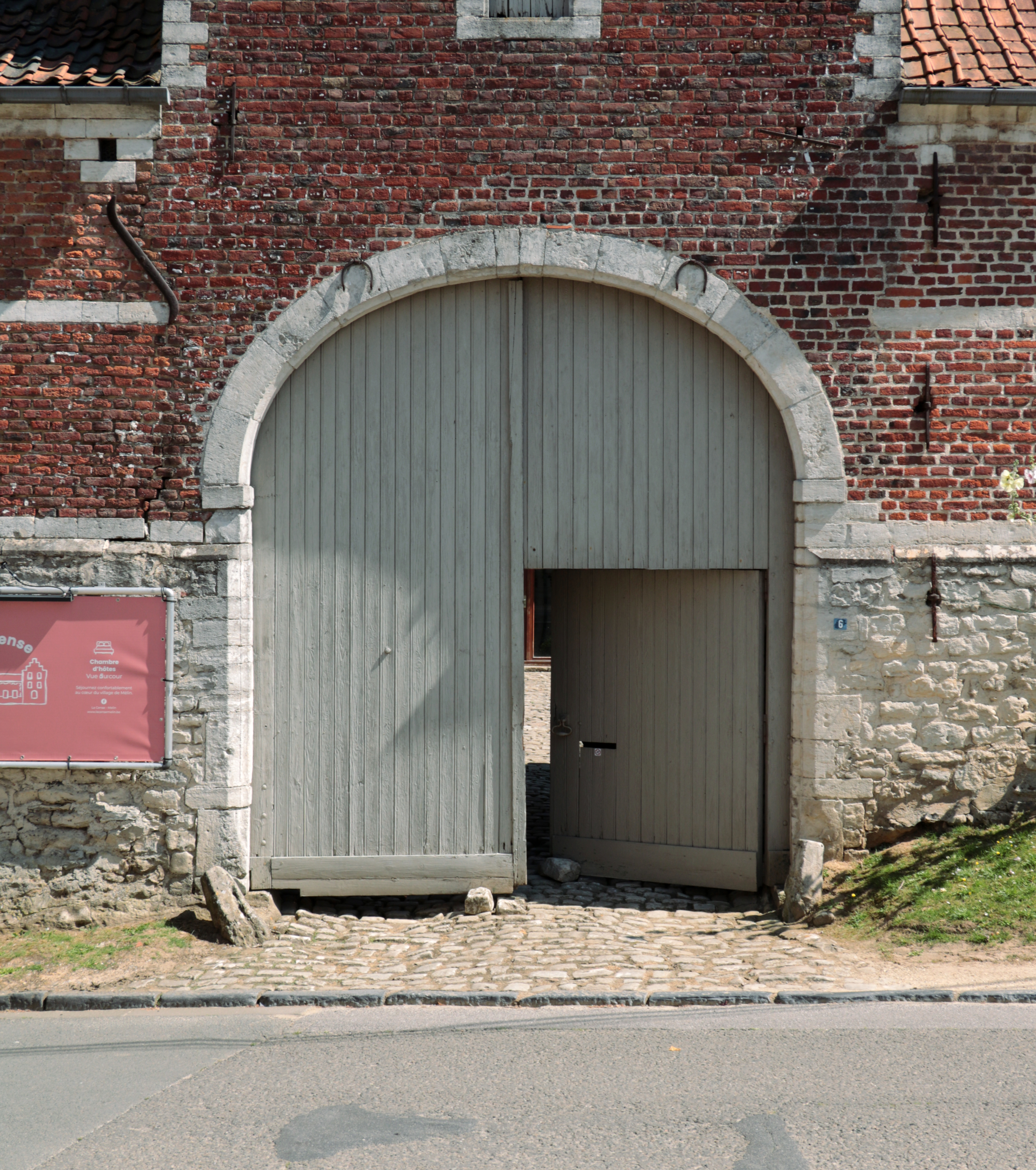
Le portail.
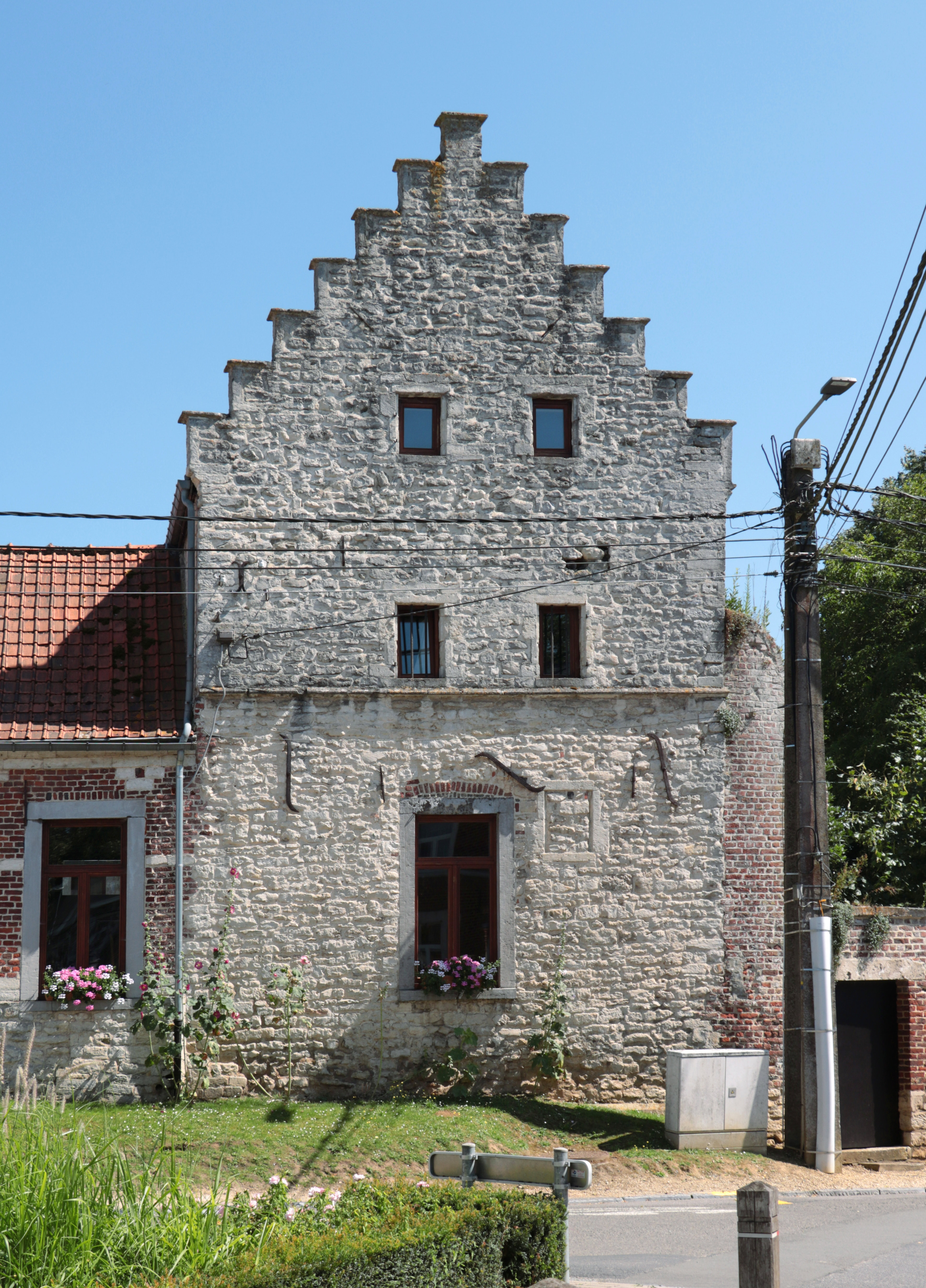
Le pignon à gradins.
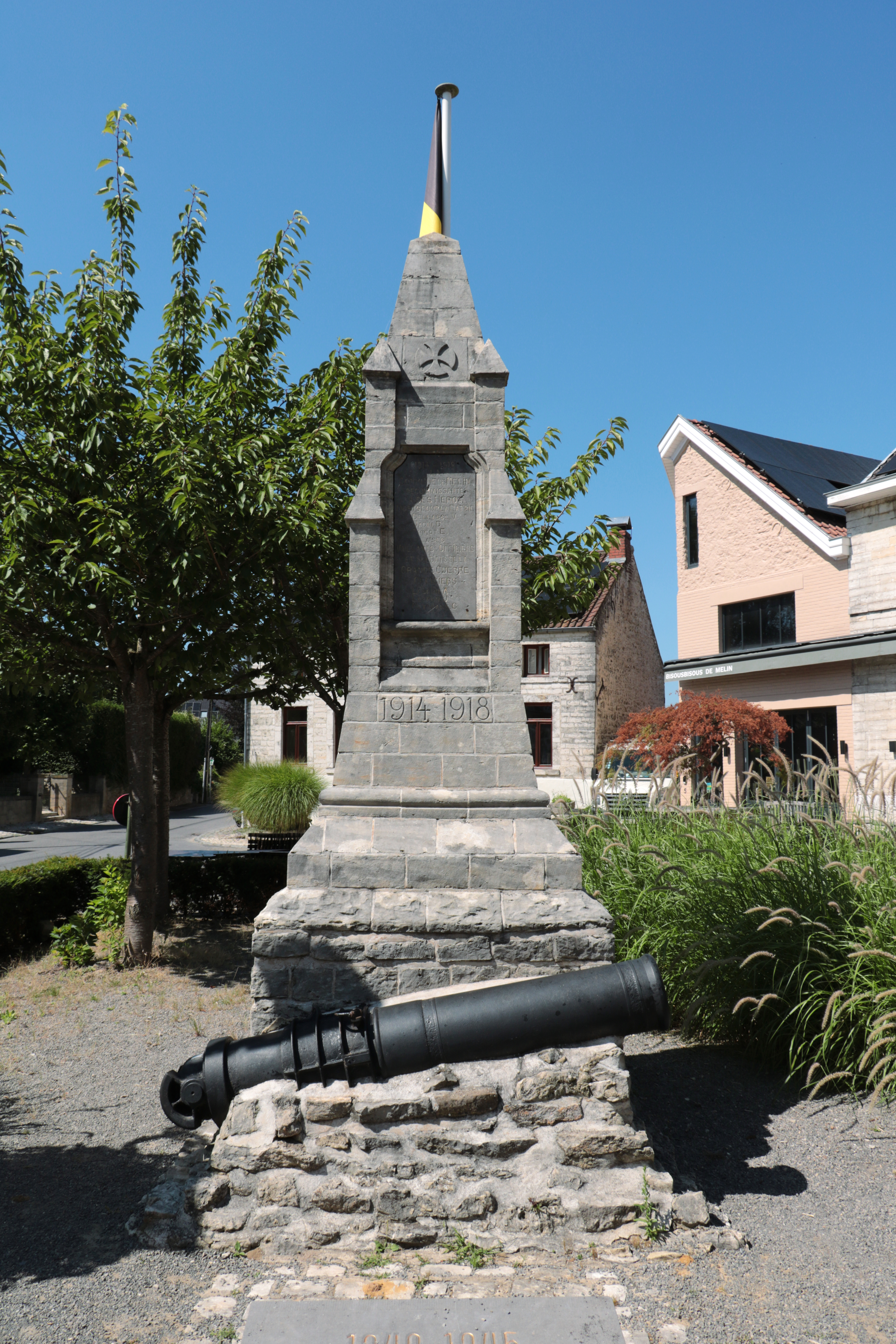
Le monument aux morts face à la ferme.